# Dexter King
Pour les articles homonymes, voir King.
Dexter King, né le 30 janvier 1961 à Atlanta (Géorgie) et mort le 22 janvier 2024 à Malibu (Californie), est un acteur et militant américain des droits civiques aux États-Unis. 

## Biographie

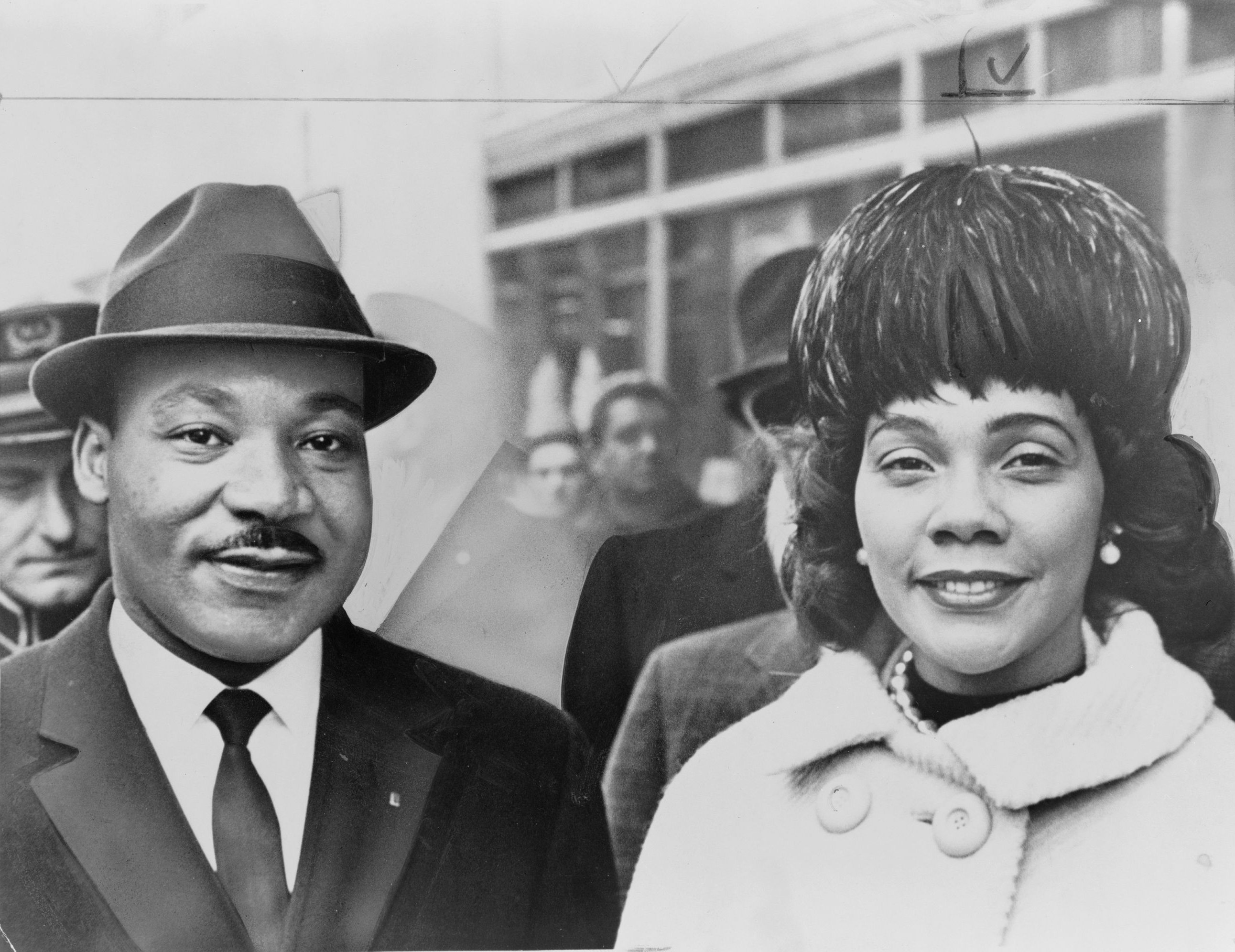
Ses parents Martin Luther King et Coretta Scott King - 1964.

Dexter Scott King est le deuxième fils de Martin Luther King et de Coretta Scott King, et donc le frère de Martin Luther King III, Bernice King et Yolanda King.
Il naît le 30 janvier 1961 à Atlanta (Géorgie). Dexter a sept ans au moment de l’assassinat de son père. Il raconte qu’il regardait la télévision avec son frère aîné lorsqu'un flash d'information a annoncé que son père avait été abattu à Memphis.
Il suit des cours au Morehouse College avec une spécialisation en administration des affaires.

### Carrière

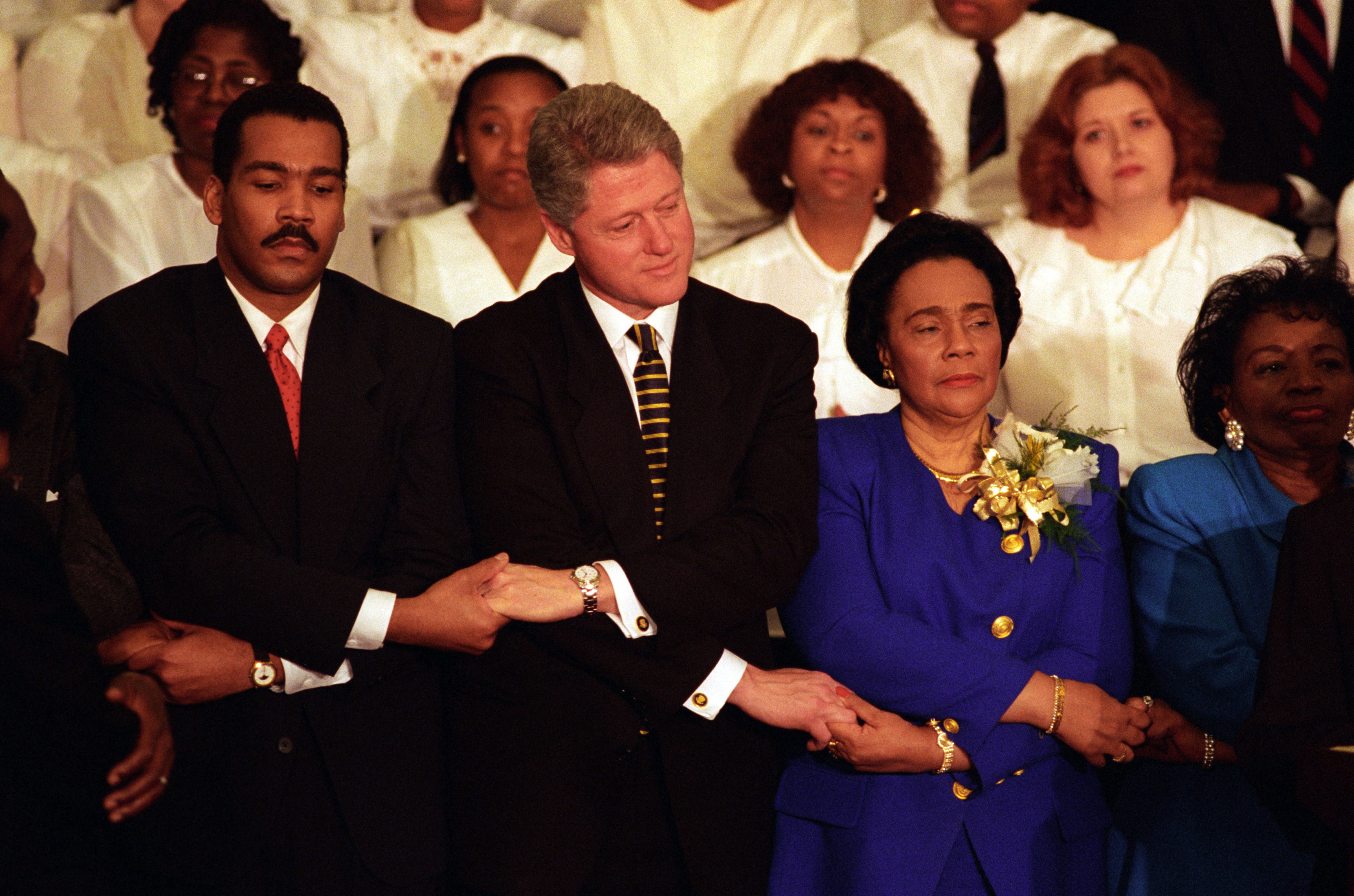
Dexter King, le président Bill Clinton et Coretta Scott King à l'Église baptiste Ebenezer d’Atlanta - 1996.

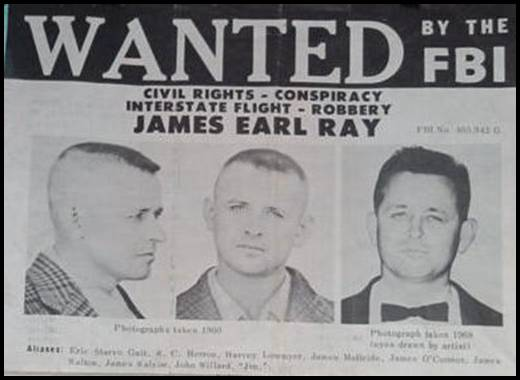
James Earl Ray - 1968.

En 1994, il succède à sa mère à la direction du Centre Martin Luther King Jr. pour le changement social non violent. 
En 1997, Dexter King a rencontré James Earl Ray et déclare publiquement qu'il ne croit pas que Ray soit le tueur de son père.
Dexter King développe aussi son action dans le divertissement et les médias : il est acteur et produit des disques, des films et des émissions spéciales pour la télévision éclairant et soutenant le mouvement des droits civiques.
Son film d'animation, Our Friend Martin reçoit une nomination pour un Emmy Award. En 2003, il coécrit aussi un livre de mémoires Growing Up King: An Intimate Memoir. Il joue encore le rôle de son père dans The Rosa Parks Story (2002). Le magazine Ebony le sélectionne dans les « Cent Noirs Américains les plus influents pour les Noirs Américains ». Il est très présent en radio ou à la télévision dans des émissions de discussion.
Coretta Scott King a témoigné dans un livre-témoignage du fait qu’elle était heureuse que Martin Luther King III et Dexter aient eu la chance, début 1968, d’accompagner leur père lors de l'une de ses tournées de conférences. Elle raconte qu’à son retour, Dexter lui a déclaré : « Tu sais maman, je ne vois pas comment mon père peut faire autant, et parler à tant de gens et ne même pas se fatiguer du tout ».

En 2005, il déclare : 

« Notre objectif principal est d'éduquer le public, et de perpétuer et de promouvoir le message de non-violence de mon père envers les gens du monde entier. »

### Mort et hommages
Dexter Scott King meurt d’un cancer de la prostate dans son sommeil à son domicile de Malibule 22 janvier 2024 . Il aura vécu 62 ans. Ses funérailles ont lieu le 10 février 2024 à l'Église baptiste Ebenezer d’Atlanta.

## Vie privée
Dexter King est végétalien et un défenseur de la cause animale sa vie durant. Il déclare : 

« Il y a un lien entre la façon dont vous vivez la vie et la façon dont vous traitez les autres. »

Il se marie le 12 juillet 2013 avec Leah Weber King.